# Fiatal Képzőművészek Stúdiója Egyesület
A Fiatal Képzőművészek Stúdiója Egyesület (rövidítve: FKSE vagy FKS) szándéka szerint dinamikusan reagál az aktuális művészeti és társadalmi kérdésekre. A folyamatosan frissülő tagságot művészek, művészettörténészek és kritikusok alkotják. Alapítás időpontja: 1958, székhely: Budapest.

## Tevékenység
Az Egyesület célja, hogy segítse tagjainak pályakezdését, munkáját a kulturális és művészeti életben. Előmozdítsa szakmai kapcsolatok és tapasztalatok létrejöttét, lehetővé téve tagjai bel- és külföldi kiállításokon, alkotótelepeken való megjelenését, valamint információs és szervezési támogatást nyújt.
A szervezet aktív kapcsolatot tart fenn hazai és külföldi művészeti szervezetekkel. A nemzetközi projektjei célja, hogy a magyar képzőművészet nemzetközi elismertségét növelje és szorosabb együttműködési lehetőségeket teremtsen a nemzetközi képzőművészeti élet szereplői és a fiatal hazai alkotók között.
Állandó kiállítóhelye a Stúdió Galéria, ahol a tagság újabb és újabb generációi, valamint külföldi művészek, művészcsoportok mutatkoznak be egyéni és csoportos kiállítások formájában. A Galéria egyes eseményeknek és workshopoknak is teret ad, emellett minden évben más rangos intézményekkel együttműködve nagyobb szabású tematikus kiállításokat és közös projekteket is szervez, így biztosítva tagjainak reprezentatív megjelenési lehetőséget és a folyamatos kapcsolattartást nagyobb intézményekkel.

## Történet
A Képzőművészeti Alap 1956 utáni államosítási hullámát 1958-ra csak két szervezet „vészelte át”: a Rézkarcolók Alkotóközössége és a Budapest Grafikai Alkotóközösség. A Fiatal Képzőművészek Alkotóközösségét 1958-ban a Képzőművészeti Alapon belül, annak egyfajta „filiáléjaként” szervezték újjá Fiatal Képzőművészek Stúdiója néven, ami már nem rendelkezett saját alapszabállyal, így jogilag is függött az Alaptól.
Az 1958-ban alapított szervezet és a mai egyesület között nem töretlen a folytonosság. Az FKSE mai, független formája a rendszerváltás időszakát követően folyamatos átszervezéseken keresztül, hosszú évek munkájával alakult ki. Az Egyesület tulajdonában lévő, nagyrészt a rendszerváltás előtt keletkezett műtárgygyűjtemény, illetve a szakmai programok egyre nagyobb mennyiségben felhalmozott dokumentációjának „hasznosítása” mindig az aktuális fiatal generáció kezében van.

## Stúdió Galéria
A Stúdió Galéria fiatal, pályakezdő képzőművészeknek biztosít bemutatkozási lehetőséget. Az 1980-as évektől a kortárs magyar képzőművészeti élet egyik meghatározó jelentőségű galériája, ahol mindig a fiatal generáció legtehetségesebb művészei kaptak önálló kiállítási lehetőséget. A kortárs képzőművészet mai elitjeként számon tartott művészek jelentős részének a Stúdió Galériában volt az első önálló kiállítása. A tagok egyéni vagy kisebb csoportos kiállításai mellett a galéria programját nemzetközi projektek, szakmai beszélgetések, prezentációk, videó-vetítések gazdagítják, melyek a szakmán kívüli érdeklődőknek is lehetőséget biztosítanak a művészekkel való személyes találkozásra, a művészeti életbe való direkt betekintésre. Egy évente visszatérő eseménysorozat is színesíti a kiállítások folyamát: a "Gallery by Night" több napon át tartó egyes kiállításai. Mivel a Stúdió Galéria a kortárs képzőművészek aktív résztvevőinek legfiatalabb generációjával dolgozik, a kiállított művek nagy része a művészeknek adott anyagi támogatás és kiállítási lehetőség révén jön létre és kifejezetten a galéria terébe készül.
A Stúdió Galéria 1972-től a Bajcsy-Zsilinszky úton működött (1054 Budapest, Bajcsy-Zsilinszky út 62.), 1994-től 2007-ig a Képíró utcában (1053 Budapest, Képíró u. 6.) és 2007–től a Rottenbiller utcában (1077 Budapest, Rottenbiller u. 35.) található.

## Műtermek
Az FKSE három műteremmel rendelkezik Rottenbiller utcai székhelyén. A Stúdió a tagok számára kedvezményes műterem-használatot biztosít, amelyet pályázat útján lehet elnyerni féléves időtartamra. A pályázatokról független szakmai zsűri dönt. A műtermek használatát a csereprogramok keretében ideérkező külföldi művészeknek is biztosított.

## A Fiatal Képzőművészek Stúdiójának Gyűjteménye
A FKSE tulajdonában levő gyűjtemény 507 db mű. A műtárgyvásárlások 1958-ban elkezdődtek, de jelenleg a gyűjteményben található legkorábbi művek 1970-re datálhatóak. A támogatások 1990-hez közeledvén egyre kevesebb fejlesztésre voltak elegendőek. 1989 után teljesen meg is szűnnek. A rendszerváltás egyik következménye a Művészeti Alap felszámolása volt, ami egyet jelent a Stúdió Gyűjtemény „átmeneti” befagyasztásával is. Bár a Stúdió Gyűjteményben szerepelnek 1990 utáni munkák is, ezek vagy ajándékként kerültek a Stúdió birtokába, vagy az utolsó vásárlások alkalmával 1994-ben. A Stúdió akkori vezetősége ugyanis úgy határozott, hogy az archívumban kijelölnek olyan műveket, amiket eladhatónak nyilvánítanak. A művek értékesítéséből befolyó pénzt pedig a gyűjtemény utolsó fejlesztésére szánták. Azóta nem történt számottevő műtárgymozgás a Stúdió Gyűjteményében.

## Stúdió-díj
A Stúdió díjat 2000 óta a Fiatal Képzőművészek Stúdiója Egyesület olyan képzőművész tagjai kapják, akik a díj odaítélésére évente felkért független és szakmai zsűri szerint különösen kiemelkedő színvonalú művészeti teljesítményt nyújtottak, valamint nemzetközi sikereikkel, csoportos kiállításokon való részvételükkel és egyéni kiállításaikkal is intenzíven formálják a magyar képzőművészeti szcénát.

### Díjazottak
- 2008 – Csáki László, Esterházy Marcell
- 2007 – Csákány István, Kokesch Ádám, Németh Hajnal
- 2006 – Khoór Lilla, Will Potter, Rácz Márta
- 2005 – Katarina Sevic, László Gergely
- 2004 – Andreas Fogarasi, Huszár Andrea, Uglár Csaba
- 2003 – Kaszás Tamás
- 2002 – Fodor János, Horváth Tibor, Schneemeier Andrea
- 2001 – Koronczi Endre, KissPál Szabolcs
- 2000 – Gyenis Tibor, Szacsvay Pál